# Saga de Njáll le Brûlé

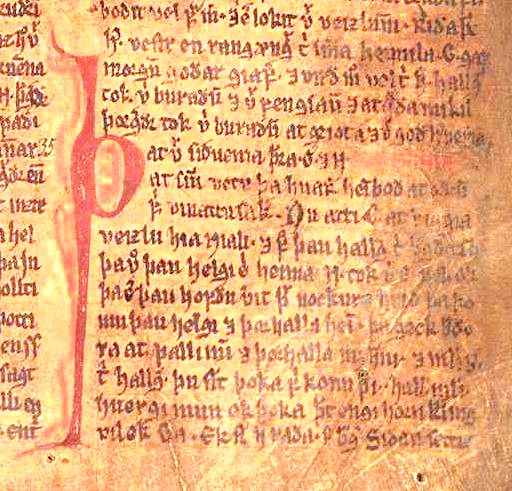
Manuscrit islandais (appelé Möðruvallabók), vers l'an 1350.

La Saga de Njáll le Brûlé (Brennu-Njálls saga en islandais) est l'une des sagas islandaises les plus connues.
Ce texte du XIIIe siècle décrit le déroulement d'une série de querelles sanglantes. On pense que son auteur est un habitant du Sud-Est de l'île. Il a la réputation d'être le plus grand auteur de sagas. Le champ très large de ses sujets et l'immensité de ses références montrent qu'il devait s'agir de quelqu'un de très cultivé.
La saga détaille ce qui s'est passé entre 930 et 1020, période qui couvre la christianisation de l'île, en l'an 1000, ainsi que la Bataille de Clontarf, près de Dublin, en 1014.
Bien que le texte corresponde dans les grandes lignes avec l'histoire connue par d'autres sources et que les localités dont il parle aient pu être retrouvées, les chercheurs essayent encore de déterminer quelle part du texte relève de l'histoire et quelle part est fictive. La saga montre notamment la nature destructrice des innombrables querelles, et la manière dont les Islandais résolvaient ces querelles.